# Xiphophorus couchianus
Xiphophorus couchianus é uma espécie de peixe de água doce da família Poecilidae. Um portador vivo, era nativo de uma seção muito pequena do sistema do rio San Juan (parte da bacia do Rio Grande) nas proximidades da cidade de Monterrey, no México. O nome específico refere-se ao soldado e naturalista americano Darius N. Couch (1822-1897) que coletou o tipo em uma expedição autofinanciada ao México.
O Xiphophorus couchianus é um peixe de cor opaca, parecendo não muito diferente de um guppy fêmea. Foi descoberto em Apodaca, no centro de Monterrei, em 1983. Tem grandes manchas pretas, ao contrário da forma típica e imaculada do Huasteca Canyon. Se a forma Apodaca representa uma espécie separada não está claro.
O dimorfismo sexual é moderado, o ornitorrinco de Monterrey macho crescendo até um comprimento total máximo de 4 centímetros (1,6 pol) e a fêmea 6 centímetros (2,4 pol).

## Conservação
A IUCN lista o Xiphophorus couchianus como "extinto na natureza". Embora uma vez encontrado mais amplamente na região de Monterrey, as populações foram perdidas para a expansão urbana, com habitats aquáticos secando (devido à recuperação de terras e extração de água) ou sendo fortemente poluídos. Espécies introduzidas são outra ameaça. A população de "segurança" é mantida em cativeiro pelo Centro de Resguardo para Peces en Peligro de Extinción da Universidad Autónoma de Nuevo León, México (mantendo tanto a forma típica quanto X. aff. couchianus), Xiphophorus Genetic Stock Center da Texas State University, Estados Unidos (mantendo a forma típica), através da American Livebearer Association que inclui principalmente aquaristas privados nos Estados Unidos (mantendo a forma típica), e por membros do projeto de conservação do XNP, que inclui aquários públicos, universidades e aquaristas privados em vários países europeus e o Estados Unidos (mantendo a forma típica). A espécie provou ser mais difícil de manter em cativeiro do que a maioria das espécies de Xiphophorus.
O Xiphophorus couchianus compartilha o título de Xiphophorus mais setentrional distribuído naturalmente com o ornitorrinco do norte intimamente relacionado (X. gordoni) e o rabo-de-espada (X. meyeri), que são duas espécies que também estão restritas ao nordeste do México e seriamente ameaçadas.